# 加布麗埃勒·勒諾多·弗拉馬里翁
加布麗埃勒·勒諾多·弗拉馬里翁（Gabrielle Renaudot Flammarion）是一位法國天文學家。她曾在法國奧爾日河畔瑞維西的卡米爾·弗拉馬里昂天文台工作，並擔任法國天文學會秘書長。
她發表了有關火星表面特徵變化、木星大紅斑以及其他行星、小行星和變星觀測的研究成果，並在許多文章中記錄了與天文學相關的活動和事件。

## 家族
她嫁給了傑出的天文學家卡米耶·弗拉馬里翁，是他的第二任妻子。

## 榮譽
小行星355以加布麗埃勒·勒諾多·弗拉馬里翁來命名。